# Victaphanta compacta
Victaphanta compacta é uma espécie de gastrópode  da família Rhytididae.
É endémica da Austrália.